# Гай Меммий (народный трибун 111 года до н. э.)
Гай Меммий (лат. Gaius Memmius; умер в 100 году до н. э., Рим, Римская республика) — римский государственный деятель, народный трибун 111 года до н. э. Возможно, участвовал в Нумантинской войне в Испании (134 год до н. э.). Во время своего трибуната организовал кампанию против ряда аристократов, обвиняя их в принятии взяток от нумидийского царя Югурты. Результатом кампании стало осуждение нескольких видных фигур, включая консуляров Луция Опимия и Луция Кальпурния Бестию. В последующие годы Меммий, возможно, был одним из главных предводителей римского всадничества и оставался врагом сенатской аристократии. В 100 году до н. э. он выдвинул свою кандидатуру в консулы, но в день выборов был убит при неясных обстоятельствах. Его гибель стала для сенатской партии поводом к расправе над популярами Луцием Аппулеем Сатурнином и Гаем Сервилием Главцией, которых объявили организаторами убийства.

## Биография

### Происхождение и ранние годы
Гай Меммий принадлежал к плебейскому роду Меммиев, представители которого занимали курульные должности, начиная с конца III века до н. э., но ни разу до 34 года до н. э. не достигали консульства. Один из них был плебейским эдилом предположительно в 211 году до н. э.; в 172 году до н. э. некто Гай Меммий получил претуру. Из вложенных Саллюстием в уста народного трибуна слов «Сам я свободой, завещанной мне моим отцом, воспользуюсь», иногда делают вывод, что и отец Меммия мог в своё время прославиться как защитник плебса. Если упомянутый у Цицерона «сильный и беспощадный обвинитель» Гай Меммий — именно трибун 111 года до н. э., то получается, что у него был брат Луций Меммий.
Дата рождения будущего народного трибуна 111 года до н. э. неизвестна. Источники упоминают Гая Меммия, военного трибуна в армии, которая в 134 году до н. э. действовала против Нуманции в Испании. Прибывший на театр военных действий новый командующий Сципион Эмилиан столкнулся с вопиющей распущенностью и изнеженностью своих новых подчинённых: так, Меммий захватил с собой на войну «охладительные чаши с украшением из каменьев, работы Ферикла». Возмущённый такими излишествами Сципион заявил трибуну: «Для меня ты негоден временно, для себя и государства — всегда». Некоторые исследователи с большей или меньшей долей уверенности отождествляют этого Меммия с народным трибуном 111 года, по другим мнениям, оснований для этого нет.
Возможно, именно с юношескими излишествами Меммия связан упомянутый у Светония судебный процесс, на котором Меммий защищал себя сам. В ответ на обвинения в легкомыслии подсудимый заявил, что нечто подобное водилось и за более заслуженными римлянами: «Публий Африканский, пользуясь личиной Теренция, ставил на сцене под его именем пьесы, которые писал дома для развлечения».

### Трибунат
Под 112 годом до н. э. Гай Меммий упоминается как человек, избранный народным трибуном на следующий год. Саллюстий, являющийся основным источником по событиям этих лет, характеризует Меммия как человека деятельного, независимого и враждебного знати. Эта враждебность проявилась в связи со скандалом вокруг нумидийского вопроса.
Один из царей Нумидии Югурта начал войну со своим братом Адгербалом за единоличную власть и осадил его в Цирте. Посольство во главе с принцепсом сената Марком Эмилием Скавром потребовало снять осаду с города, но ничего не добилось (Саллюстий, описывая этот эпизод, намекает, что Марк Эмилий принял от Югурты взятку). Результатом стали падение Цирты и резня местных италиков. Когда вести об этом пришли в Рим, нобили, подкупленные Югуртой, попытались смягчить общее впечатление, и это им удалось бы, если бы Меммий «не разъяснил римскому народу, что речь идёт о том, чтобы благодаря нескольким властолюбивым людям добиться снисхождения сената к злодеянию Югурты».
В следующем году, уже во время трибуната Меммия, консул Луций Кальпурний Бестия вторгся в Нумидию с войском. Саллюстий утверждает, что все представители римского командования были подкуплены царём и поэтому подписали перемирие на очень мягких условиях. Это вызвало всеобщее возмущение в Риме, и Меммий выступил с открытыми обвинениями во взяточничестве в адрес Бестии, Скавра, участвовавшего в нумидийской кампании в качестве легата, и других влиятельных аристократов. Он добился принятия постановления, согласно которому претор Луций Кассий Лонгин был отправлен в Нумидию, чтобы привезти Югурту. Царь, получивший гарантии неприкосновенности, должен был дать показания против тех римлян, которые получали от него взятки. Эта мера «привела в ужас всю знать».
После прибытия Югурты Меммий попытался допросить его перед народным собранием, но другой народный трибун Гай Бебий, согласно Салюстию, тоже подкупленный, запретил царю отвечать. Это означало конец расследования; вскоре Югурта покинул Рим. О действиях Меммия после этого источники ничего не сообщают. Несмотря на эту неудачу трибуна, события 111 года сыграли определённую роль в том, что два года спустя Луций Кальпурний Бестия, Луций Опимий и Спурий Постумий Альбин всё же были осуждены за преступный сговор с Югуртой.
В своей антисенатской кампании Меммий опирался, по мнению одних исследователей, на всадничество, по мнению других — на народ Рима. Многие учёные считают, что Саллюстий, являющийся основным источником, рассказывающим о Югуртинской войне, в значительной степени исказил картину, чтобы представить римскую элиту того времени как полностью продажную. В таком случае Меммий может выглядеть как демагог, пытавшийся снискать популярность толпы любой ценой — в том числе и выдвигая надуманные обвинения против самых влиятельных лиц Республики.
У Валерия Максима упоминается «закон Меммия, который запрещал преследовать людей, отсутствующих по государственным нуждам». Возможно, его предложил именно Гай Меммий.

### Последующие годы
В период между 111 и 100 годами до н. э. Меммий упоминается в источниках только в связи с несколькими судебными процессами. Есть сообщение о том, что Марк Эмилий Скавр свидетельствовал против человека по имени Гай Меммий, обвинявшегося в казнокрадстве. Возможно, это был экс-трибун, которому принцепс пытался таким образом отомстить. Кроме того, в 109 году до н. э. Меммий выступил в роли обвинителя в процессе против Луция Кальпурния Бестии. Цицерон упоминает его колкость в адрес Скавра:

Когда Скавр, на которого сильно злобились за то, что он без всякого завещания завладел богатством Фригиона Помпея, присутствовал в суде как заступник Бестии, обвинитель Гай Меммий, увидав, как несут кого-то хоронить, сказал: «Смотри-ка, Скавр, тащат покойника: нет ли тут тебе поживы?»
— Цицерон. Об ораторе II, 283.
В том же трактате Цицерона упоминается речь Луция Лициния Красса против Меммия, где говорилось, «будто тот „искусал локоть Ларга“, когда подрался с ним в Таррацине из-за подружки». Правда, там же признаётся, что рассказ этот, подчёркивающий вспыльчивость и развратность Меммия, является плодом вымысла. Кроме того, Красс в речи перед народным собранием (по какому поводу она была произнесена, неизвестно) высмеял самомнение экс-трибуна: «Настолько велик кажется самому себе Меммий, что, сходя на площадь, наклоняет голову, чтобы пройти под Фабиевой аркой».
В историографии строятся предположения о том, как развивалась карьера Меммия. Согласно одной из гипотез, политик принадлежал к окружению Гая Мария, с которым мог познакомиться ещё под Нуманцией. Есть предположение, что Меммий возглавлял ту часть всадничества, которая вначале поддерживала Луция Аппулея Сатурнина, но после радикализации его действий в 102 году до н. э. примкнула к сенатской партии; при этом у всадников, остававшихся с Сатурнином до конца, лидером был Гай Сервилий Главция. Аргументов в пользу этой гипотезы нет.
Не позже 102 года до н. э. Меммий должен был занимать претуру. Предположительно он был претором в 104 году, поскольку источники упоминают обвинение, выдвинутое Марком Эмилием Скавром против Меммия и Гая Флавия Фимбрии, который именно в этом году был консулом. Приговор был оправдательным, так как судьи убедились в личной враждебности Скавра по отношению к обвиняемым.

### Гибель
В 100 году до н. э. Меммий выдвинул свою кандидатуру в консулы. Это был год пятого подряд консульства Гая Мария и второго трибуната Луция Аппулея Сатурнина. Последний, действуя ещё заодно с Марием, поддерживал на консульских выборах Главцию.
Гай Сервилий был отстранён от соискательства из-за того, что был в этом году претором. Таким образом, Гай Меммий остался одним из двух — наряду с Авлом Постумием Альбином — кандидатом на пост второго консула (первым уже был избран Марк Антоний Оратор). Однако утром в день выборов он был убит при неясных обстоятельствах: по одним данным, «какие-то люди с дубинами» забили его насмерть в присутствии народа, по другим, некто Публий Меттий «безобразной дубиной нанёс ему смертельную рану».
Все источники единодушно называют организатором убийства Сатурнина. Последний устранил Меммия или ради избрания Главции, или для того, чтобы избежать противодействия Меммия в будущем. Эта версия воспроизводится и в историографии. Помимо этого, высказывалась гипотеза о том, что Сатурнин не был заинтересован в смерти Меммия, который, вероятно, оставался врагом сената; убийство могло быть организовано старым противником Скавром или реальным (в отличие от уже снятого с выборов Главции) конкурентом в борьбе за консульство Авлом Постумием Альбином. Последний был ещё и братом Спурия Постумия, когда-то осуждённого за связи с Югуртой.
Сенат немедленно обвинил в случившемся Сатурнина и Главцию, которые вскоре были убиты. Таким образом, гибель Меммия была использована как повод для расправы с противниками аристократической «партии».

## В художественной литературе
Гай Меммий действует в романах Милия Езерского «Гракхи» и «Марий и Сулла», а также в романе Колин Маккалоу «Первый человек в Риме».